# Saint-Sauveur-de-Puynormand

Saint-Sauveur-de-Puynormand este o comună în departamentul Gironde din sud-vestul Franței. În 2009 avea o populație de 406 de locuitori.

## Evoluția populației
| An        | 1975 | 1982 | 1990 | 1999 | 2006 | 2009 |
| --------- | ---- | ---- | ---- | ---- | ---- | ---- |
| Populație | 162  | 245  | 340  | 361  | 397  | 406  |